# Beira-Mar (Maio)
Beira-Mar is een Kaapverdische voetbalclub. De club speelt in de Maio Island League (Eiland Divisie), op Maio, waarvan de kampioen deelneemt aan het Kaapverdisch voetbalkampioenschap, de eindronde om de landstitel.